# Koubongo
Koubongo est une commune rurale située dans le département de Tiébélé de la province du Nahouri dans la région du Centre-Sud au Burkina Faso.

## Santé et éducation
Le centre de soins le plus proche de Koubongo est le centre de santé et de promotion sociale (CSPS) de Tiébélé tandis que le centre médical (CMA) le plus proche se trouve à Pô.